# لافاييت دوكت
لافاييت دوكت هو سياسي أمريكي، ولد في 19 فبراير 1918 في فايتيفيل في الولايات المتحدة، وتوفي في 16 يناير 2018. انتخب عضو مجلس نواب تكساس ‏.